# الكأس السوفيتي 1991–92
الكأس السوفيتي 1991–92 هو الموسم 51 من الكأس السوفيتي. أقيم خلال الفترة 17 أبريل 1991 وحتى 10 مايو 1992، وأشرف على تنظيمه الاتحاد السوفيتي لكرة القدم، وكان عدد الأندية المشاركة فيه 80، وفاز فيه سبارتاك موسكو.